# Са-Інхерет
Са-Інхерет (*XIV ст. до н. е. — 1253/1251 роки до н. е.) — давньоєгипетський діяч XVIII династії, верховний жрець Ра у Геліополісі за правління фараонів Тутанхамона, Ая, Хоремхеба. Ім'я перекладається як «Син Онуріса».

## Життєпис
Походив зі жрецької родини Нижнього Єгипту. За правління фараона Тутанхамона стає верховним жерцем Ра. На цій посаді перебував до початку правління Хоремхеба. Його спадкував Меріра, якого швидко змінив Параемхеб.
Виявлено 2 стели з ім'ям Са-Інхерета: в Абідосі та Араб ель-Тавіл (північніше Геліополіса).